# Weißstirnamazone

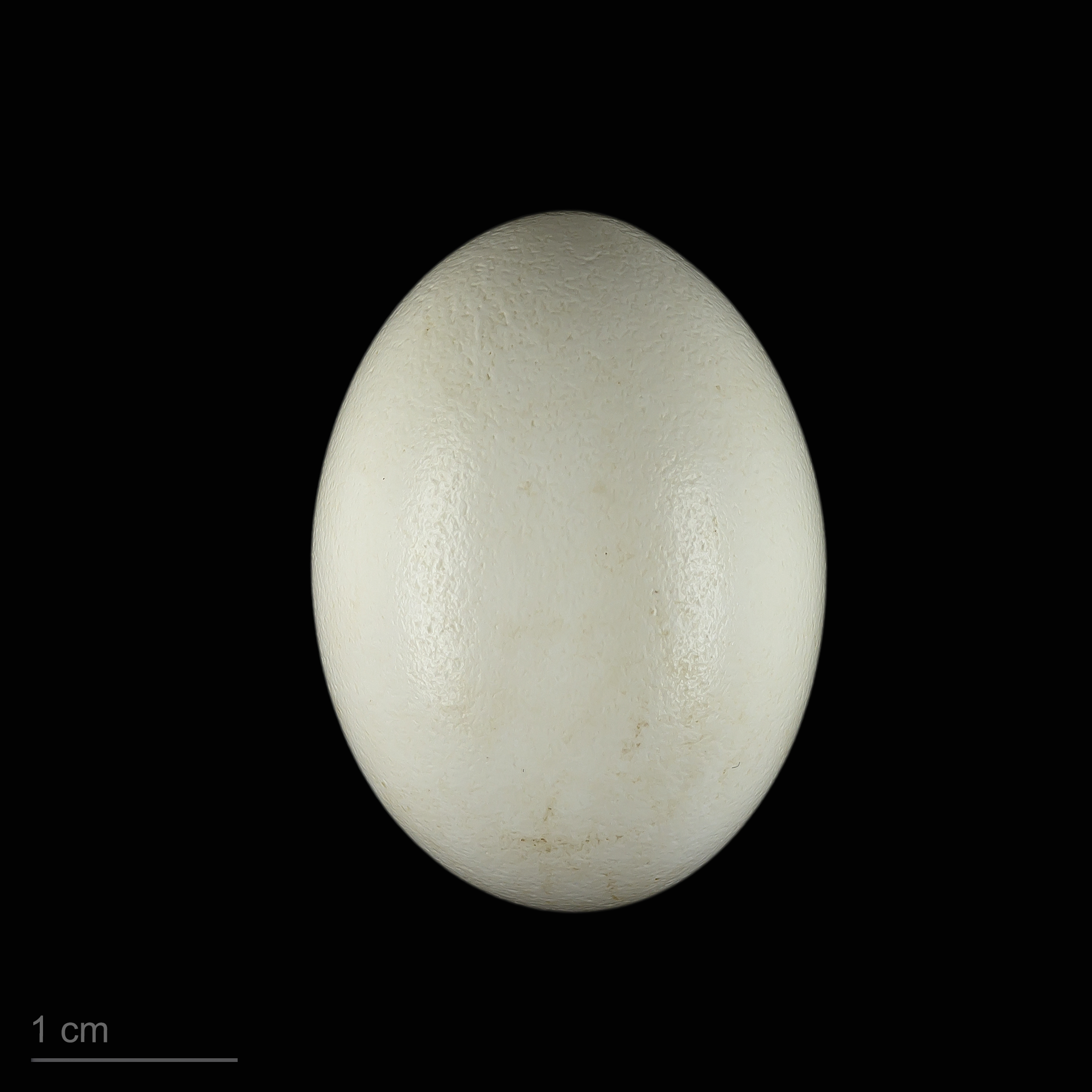
Amazona albifrons

Die Weißstirnamazone (Amazona albifrons) ist eine Papageienart aus der Gattung der Amazonenpapageien (Amazona).
Drei Unterarten können unterschieden werden. 

## Aussehen
Die Weißstirnamazone gehört zu den kleinen Amazonenarten. Ihre Körperlänge beträgt maximal 25 cm. Sie ist eine der wenigen Amazonenarten, bei denen Geschlechtsunterschiede am Erscheinungsbild erkennbar sind. Das Männchen hat deutliche, tiefrote Schwungfedern, die auch im ruhenden Zustand erkennbar sind.
Allerdings sollte man vom Vorhandensein tiefroter Schwungfedern nicht immer auf das Geschlecht schließen, da immer wieder auch Hennen dieses Merkmal zeigen! Eine genaue Geschlechtsbestimmung kann letztendlich nur mittels DNA-Analyse (schonenstes Verfahren!) erfolgen.

## Verbreitung
Die Weißstirnamazone ist ursprünglich in den Trockensavannen und Hochebenen von Mexiko und Mittelamerika beheimatet.

## Haltung
In Gefangenschaft gehaltene Tiere müssen unbedingt paarweise in mindestens 2 × 2 × 1 m großen Volieren untergebracht werden. Sie sollen aber auch viel frei herumfliegen können. Eine relative Luftfeuchte von etwa 60 % beugt chronischen Pilzerkrankungen vor.
Sie brauchen eine abwechslungsreiche Kost mit viel Obst.
Weißstirnamazonen sind sehr gelehrig, können aber wie die meisten Papageien recht laut werden. Die anfangs eher scheuen Vögel zeigen meist nach einiger Zeit ein neugieriges und interessiertes Wesen und können sich ihrem Pfleger sehr vertraut anschließen. Im Gegensatz zu einigen anderen Amazonenarten sind Weißstirnamazonen relativ ruhige Vögel, welche lediglich zur Begrüßung, bei Gefahr oder unter Stress ziemlich laut schreien.